# Perlis (fleuve)
Pour les articles homonymes, voir Perlis (homonymie).
Le fleuve Perlis s'écoule le long de la frontière entre la Malaisie et la Thailande, dans l'état de Perlis.
Elle traverse notamment la ville de Kangar.
Sa longueur de 11,8 km en fait la quatrième plus longue de l'état. Du point de vue de la qualité de l'eau, le fleuve est de classe III